# The Arrival (Hypocrisy)
The Arrival è il nono album in album in studio del gruppo melodic death metal svedese Hypocrisy, pubblicato il 24 febbraio 2004 dalla Nuclear Blast.

## Il disco
Il disco, l'ultimo a vedere la partecipazione dello storico batterista Lars Szöke, è stato registrato negli Abyss Studio tra agosto e settembre 2003. È stato prodotto da Peter Tägtgren e Mikael Hedlund e mixato dallo stesso cantante e chitarrista. Thomas Ewerhard è l'autore dell'artwork e del layout dell'album, gli arrangiamenti e l'ingegneria del suono sono ad opera del gruppo stesso mentre il mastering è avvenuto al Cuttingroom ed è stato curato da Bjorn Engelmann. L'album è stato pubblicato nelle confezioni jewel case, digipak e box set in edizione limitata contenente, oltre al disco, 8 cartoline ed un DVD bonus con il concerto completo tenuto dal gruppo al Summer Breeze Open Air 2002. È stato inoltre realizzato un videoclip per la canzone Eraser. Silenoz dei Dimmu Borgir e Dan Swanö degli Edge of Sanity hanno contribuito ai testi.

## Tracce
1. Born Dead Buried Alive – 4:10 (testo: Swanö – musica: Tägtgren)
2. Eraser – 4:27 (Tägtgren, Hedlund, Szöke)
3. Stillborn – 3:24 (testo: Swanö – musica: Tägtgren, Hedlund)
4. Slave to the Parasites – 5:02 (testo: Tägtgren, Swanö – musica: Tägtgren, Hedlund, Szöke)
5. New World – 4:11 (testo: Tägtgren, Silenoz – musica: Tägtgren, Hedlund)
6. The Abyss – 4:24 (Tägtgren)
7. Dead Sky Dawning – 4:28 (testo: Swanö – musica: Tägtgren, Hedlund)
8. The Departure – 5:18 (testo: Swanö – musica: Tägtgren, Hedlund)
9. War Within – 4:53 (testo: Swanö – musica: Tägtgren)

Durata totale: 40:17

## Formazione
- Peter Tägtgren - voce, chitarra, tastiere
- Mikael Hedlund - basso
- Lars Szöke - batteria